# Ганс Бернгардт
Ганс Бернгардт (нім. Hans Bernhardt, 28 січня 1906, Ганновер — 29 листопада 1940, Амстердам) — німецький велогонщик.
Бронзовий призер Олімпійських ігор 1928 року на тандемах.

## Життєпис
Ганс Бернгардт посів четверте місце у чоловічому спринті на треку в Амстердамі в 1928 році, програвши гонку за третє місце данцю Віллі Гансену. Однак разом зі своїм товаришем по команді Карлом Кетером Бернгардт виборов бронзову медаль у тандемному спринті. Того ж року Бернгардт виграв свій єдиний національний титул у гонці на 1000 метрів.
Під час Другої світової війни він помер у 1940 році у військовому шпиталі ВПС в Амстердамі, де він за 12 років до того здобув свою медаль на Олімпійських іграх, і був похований на Іссельштайнському німецькому військовому цвинтарі.